# Vecchiano
Vecchiano es un municipio italiano de la provincia de Pisa, región de Toscana, con 11.910 habitantes en 2021.

## Origen del nombre
El topónimo se registra por primera vez en el año 762 como «Vecliano», derivado probablemente del nombre latino Vetuleius o Venuleius, que significa "terreno de Vetuleio o Venuleio". Los «Venuleii», patronos de la Colonia Pisana, construyeron el acueducto Caldaccoli y las termas de Nerón de Pisa, y seguramente fueron los propietarios de los territorios entre Corliano y el lago de Massaciuccoli.
Lucio Venuleio Aproniano Ottavio Prisco fue senador en Roma en el 123 d. C., cónsul de Pisa y procónsul en Asia bajo el emperador Antonino Pío. 

## Historia
A mediados del siglo VIII formaba parte del bosque palatino imperial, un extenso coto de caza desde Monte Pisano hasta la costa. En disputa entre la República de Pisa y la República de Lucca, entró a formar parte finalmente de la República de Florencia en 1406.
En 1810 fue municipio autónomo separándose de San Giuliano Terme.

## Geografía humana
El territorio de Vecchiano posee, además de la capital (6 m s.l.m., 2 835 habitantes), otras cuatro demarcaciones:
- Avane (6 m s.l.m., 1 020 habitantes)[2]
- Filettole (10 m s.l.m., 1 401 habitantes)[2]
- Migliarino Pisano (3 m s.l.m., 3 678 habitantes)[2]
- Nodica (5 m s.l.m., 2 870 habitantes)[2]

## Evolución demográfica
| Gráfica de evolución demográfica de Vecchiano entre 1861 y 2021 |
|                                                                 |
| Fuente ISTAT - Elaboración gráfica por parte de Wikipedia       |

## Centros turísticos costeros

### Marina di Vecchiano
Localidad balnearia próxima a Migliarino Pisano en la costa del mar de Liguria, situada en los límites de los municipios de Pisa y Viareggio, se encuentra a 15 km de la capital, en el delta del río Serchio. Se encuentra dentro del parque natural de Migliarino, San Rossore, Massaciuccoli.

### La Bufalina
Localidad lindante a la población de Torre del Lago Puccini, si bien pertenece administrativamente al ayuntamiento de Vecchiano. Se trata de la única área poblada de la provincia de Pisa que forma parte de la Versilia.

### Penisola dei Gabbiani (península de las gaviotas)
Se trata de la prolongación natural de la playa sur del delta del Serchio. Está formada por un banco de arena paralelo al último tramo del río que recibe las corrientes de las aguas fluviales y marinas, por lo que su permanencia está sujeta a la magnitud de las mareas, la frecuencia de las marejadas o la duración de las sequías. Normalmente, su mayor extensión se da a final del periodo estival. Es la única lengua de tierra del área municipal de Vecchiano al sur del río Serchio, y es particularmente apreciada por los vecinos de la localidad por ser de difícil acceso para los “turistas de fin de semana” y por la transparencia de su agua, especialmente limpia.

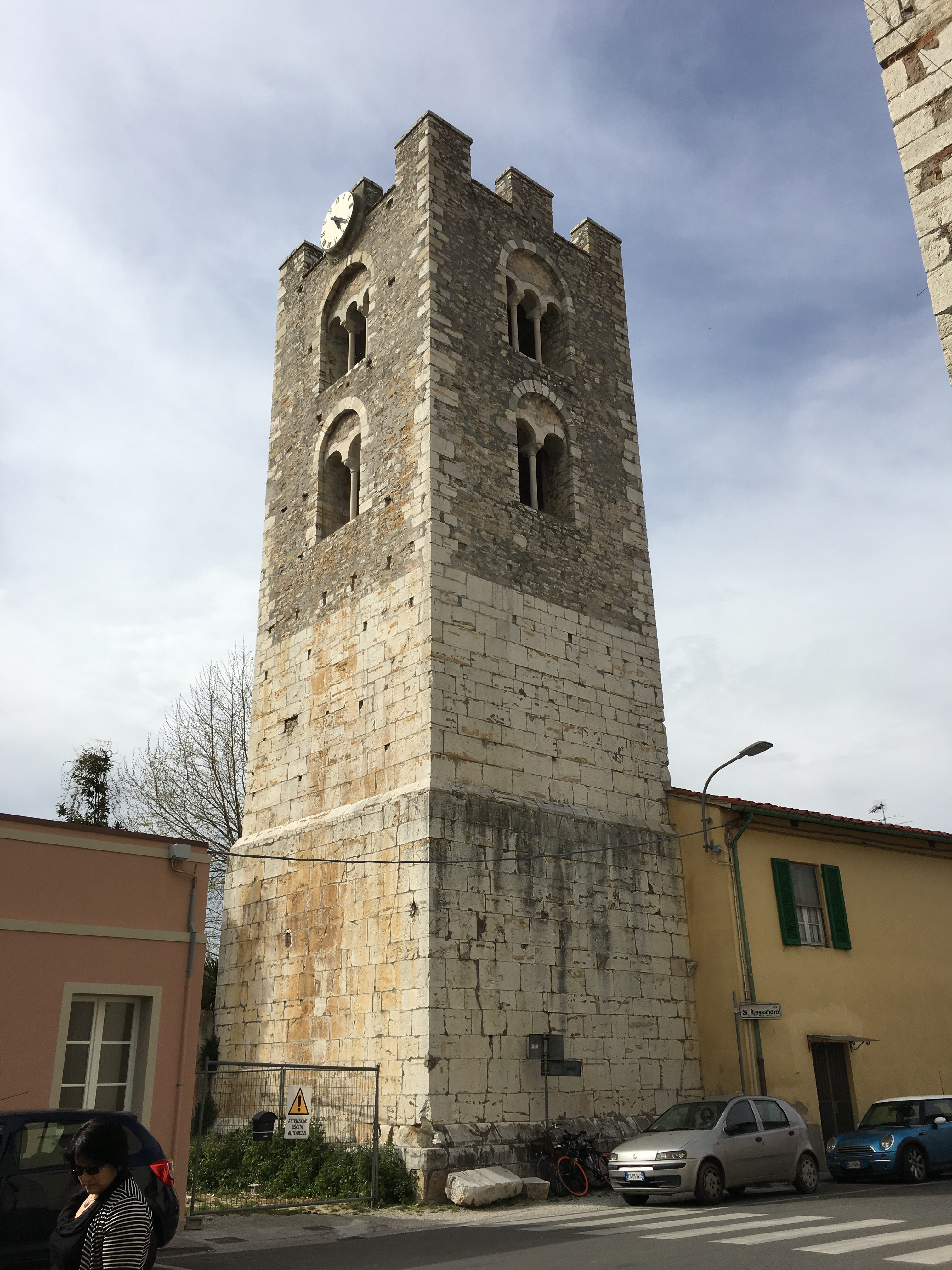
Torre civica Vecchiano

## Monumentos

### Arquitectura religiosa
- Iglesia de San Frediano
- Iglesia de Sant'Alessandro
- Iglesia de Santa Maria, en Castello
- Iglesia de Santa Cristina, en Avane
- Iglesia de San Maurizio, en Filettole
- Iglesia de San Ranieri, en Migliarino Pisano
- Iglesia de San Pietro apostolo, en Migliarino
- Iglesia de los santos Simone y Giuda, en Nodica

### Arquitectura civil
- Casa Gentili, en Avane
- Castellaccio de Filettole
- Castillo de Rosaiolo, o Ponte, en Serchio
- Castillo de Vecchiano